# Potamonautes ignestii
Potamonautes ignestii is een krabbensoort uit de familie van de Potamonautidae. De wetenschappelijke naam van de soort is voor het eerst geldig gepubliceerd in 1923 door Parisi.